# National League South
La National League South o Vanarama National League South és la sisena categoria del fútbol anglès. A aquesta lliga juguen els equips del sud d'Anglaterra i ocasionalment alguns equips del país de Gales. La Vanarama national league north és la seva contrapart pels equips del nord del país.